# 庙湾镇 (铜川市)
庙湾镇，是中华人民共和国陕西省铜川市耀州区下辖的一个乡镇级行政单位。
2015年，陕西省民政厅批复同意将照金镇柳林、东石坡、五联、蔡河、联合、神水6个村划归庙湾镇。

## 行政区划
庙湾镇下辖以下地区：
庙湾村、走马村、曲南村、三政村、玉门村、春林村、东石坡村、五联村、蔡河村、联合村、柳林村和神水村。